# Александрово (Шуменская область)
Александрово (болг. Александрово) — село в Болгарии. Находится в Шуменской области, входит в общину Смядово. Население составляет 73 человека.

## Политическая ситуация
Александрово подчиняется непосредственно общине и не имеет своего кмета.
Кмет (мэр) общины Смядово — Севи Атанасов Севев (Болгарская социалистическая партия (БСП)) по результатам выборов.